# جميل بن ناصر
الأمير الشريف جميل بن ناصر بن علي ابن شقيق الشريف حسين بن علي الهاشمي قائد الثورة العربية الكبرى. ولد في مكة المكرمة عام 1888م، وتلقى تعليمه الابتدائي فيها، ثم ارتحل إلى استانبول حيث واصل تعليمه هناك، وتولى بعض الأعمال فيها ضمن امارة مكة لدى عودته عام 1910.
شارك الشريف جميل في الثورة العربية الكبرى في 1916م، ضمن جيش الأمير فيصل بن الحسين، واستمر معه، حتى تم تشكيل الحكومة الفيصلية في سوريا عام 1919م، وعين بعدها حاكم على حوران اثناء حكم الملك فيصل الأول على سوريه. وبعد سقوطها التحق بخدمة الأمير عبد الله بن الحسين منذ عام 1921م حيث شارك في تأسيس الامارة الأردنية. لقب أميرا من قبل الملك عبد الله الأول لإنجازاته خلال الثورة العربية الكبرى. تولى الأمير جميل بن ناصر منصب رئيس الديوان الاميري العالي، واستمر في منصبه حتى وفاته.

## نسبه
هو جميل بن ناصر بن علي بن محمد بن عبد المعين بن عون بن محسن بن عبد الله بن الحسين بن عبد الله بن الحسن بن محمد أبو نمي الثاني بن بركات الثاني بن محمد الأول بن بركات الأول بن الحسن بن عجلان بن رميثة بن محمد أبو نمي الأول بن أبو سعد الحسن بن علي الأكبر بن قتادة بن إدريس بن مطاعن بن عبد الكريم بن عيسى بن الحسين بن سليمان بن علي بن عبد الله الأكبر بن محمد الثائر بن موسى الثاني بن عبد الله الشيخ الصالح بن موسى الجون بن عبد الله المحض بن الحسن المثنى بن الحسن بن علي بن أبي طالب الهاشمي القرشي.

## حياته الخاصة
زوجته هي وجدان هانم بنت شاكر باشا القبرصي والي مقاطعة ازمير، وشاكر باشا شقيق الصدر الأعظم كميل باشا وشقيق صادق باشا قائد الأسطول البحري العثماني.للأمير جميل بن ناصر ابن واحد هو الشريف ناصر بن جميل وابنتين هما الملكة زين الشرف، والشريفة نافعة.